# Badar i Ljus
Badar i Ljus är en psalm vars text och musik är skriven av Ingmar Johansson.
Musikarrangemanget i Psalmer i 2000-talets koralbok är gjort av Ingmar Berglind.

## Publicerad som
- Nr 822 i Psalmer i 2000-talet under rubriken "Människosyn, människan i Guds hand".